# NGC 6392
NGC 6392 é uma galáxia espiral (Sab) localizada na direcção da constelação de Apus. Possui uma declinação de -69° 47' 04" e uma ascensão recta de 17 horas, 43 minutos e 30,6 segundos.
A galáxia NGC 6392 foi descoberta em 17 de Junho de 1835 por John Herschel.